# Alt Empordà
L'Alt Empordà és una de les tres comarques en què va quedar dividit l'Empordà en la divisió comarcal de 1936, a les Comarques Gironines. Té la forma d'un triangle invertit amb corbes que situa la seva base en direcció als Pirineus.
El 1936, any de la primera comarcalització oficial de Catalunya, s'aprovà, basant-se més en criteris econòmics i de mercat que no pas històrics, geogràfics o culturals, la divisió de la major part de l'Empordà en dues comarques administratives (l'Alt Empordà i el Baix Empordà), el límit de les quals es va fixar aprofitant la línia imaginària que recorre el Massís del Montgrí i segueix entre la divisòria d'aigües de les conques del Ter i el Fluvià.
Cal tenir en compte que una petita part de l'Empordà quedà entre els límits del Gironès, una part de la qual avui pertany al Pla de l'Estany.

## Geografia

### Medi físic
Limita amb el Vallespir i el Rosselló pel nord; amb la Mediterrània per l'est; amb el Baix Empordà, el Gironès i el Pla de l'Estany pel sud, i amb la Garrotxa per l'oest.

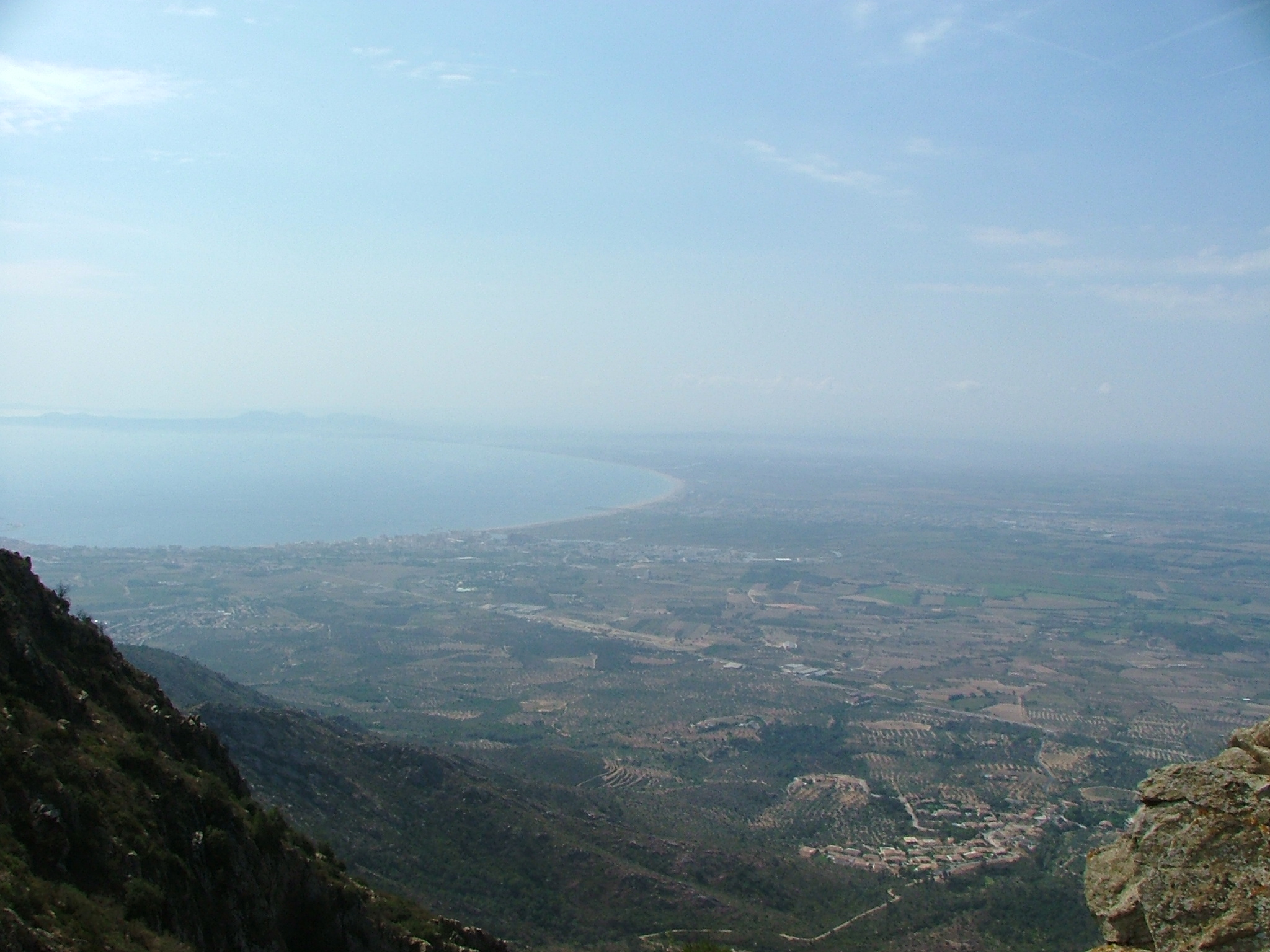
Vista des del Castell de Verdera

Geogràficament, l'Alt Empordà està situat al sector nord-oriental de Catalunya. La comarca fa frontera amb França, amb els Pirineus axials, on dominen les roques granítiques i pissarrenques. Destaquen l'Albera amb el Puig Neulós (1.256 m) i les Salines amb el Roc de Frausa (1.421 m) i el Roc del Comptador (1.451 m), aquest darrer el cim més alt de l'Empordà. Aquest sector del Pirineu axial separa la plana de l'Empordà de la del Rosselló. La comunicació entre ambdues planes no és fàcil i la situació dels colls ha condicionat l'establiment de les vies de comunicació. Actualment el coll del Pertús (283 m), entre La Jonquera i El Voló, i situat gairebé al centre de la franja pirinenca de l'Empordà, és el pas més freqüentat. Pel Pertús passen la carretera nacional i l'autopista que uneixen Barcelona, Girona i Figueres amb Perpinyà i la resta de França. Cap altra carretera principal travessa aquestes muntanyes frontereres. El ferrocarril passa per l'extrem oriental, ran de costa, entre Portbou i Cervera de la Marenda. El traçat del ferrocarril obligà l'obertura de nombrosos túnels i la construcció de diversos ponts. La carretera que segueix la direcció del ferrocarril fa nombrosos revolts.
Però el Pirineu axial no acaba al cap de Cervera. Continua en direcció sud-est amb la serra de Roda i tota la península del Cap de Creus, on el Pení assoleix 606 m. En tot aquest sector la costa és molt retallada i abrupta amb alts penya-segats i petites cales. Entre altres hi ha la Serra de la Baga d'en Ferran situada als municipis de Garriguella, Llançà i Vilamaniscle amb una elevació màxima de 391 metres, o el Puig de Sant Silvestre', una muntanya de 307 metres entre els municipis de Garriguella i Llançà.
A l'oest de l'Alt Empordà hi ha l'extrem oriental del Prepirineu, on dominen les roques calcàries. El relleu és abrupte amb cingles i espadats. Destaquen el Puig de Bassegoda (1.374 m) i la serra del Mont (1.124 m). Aquest sector del Prepirineu és la continuació de les serres de l'Alta Garrotxa, amb les quals tenen moltes semblances. Per això no ha d'estranyar que siguin conegudes com les garrotxes de l'Empordà.

### Unitats de relleu
Entre aquests relleus prepirinencs i la badia de Roses hi ha tota una sèrie de paisatges en relació amb el relleu i la litologia (les roques). A continuació s'indiquen els trets més característics de cadascun d'aquests paisatges amb el tipus d'activitat més destacada.

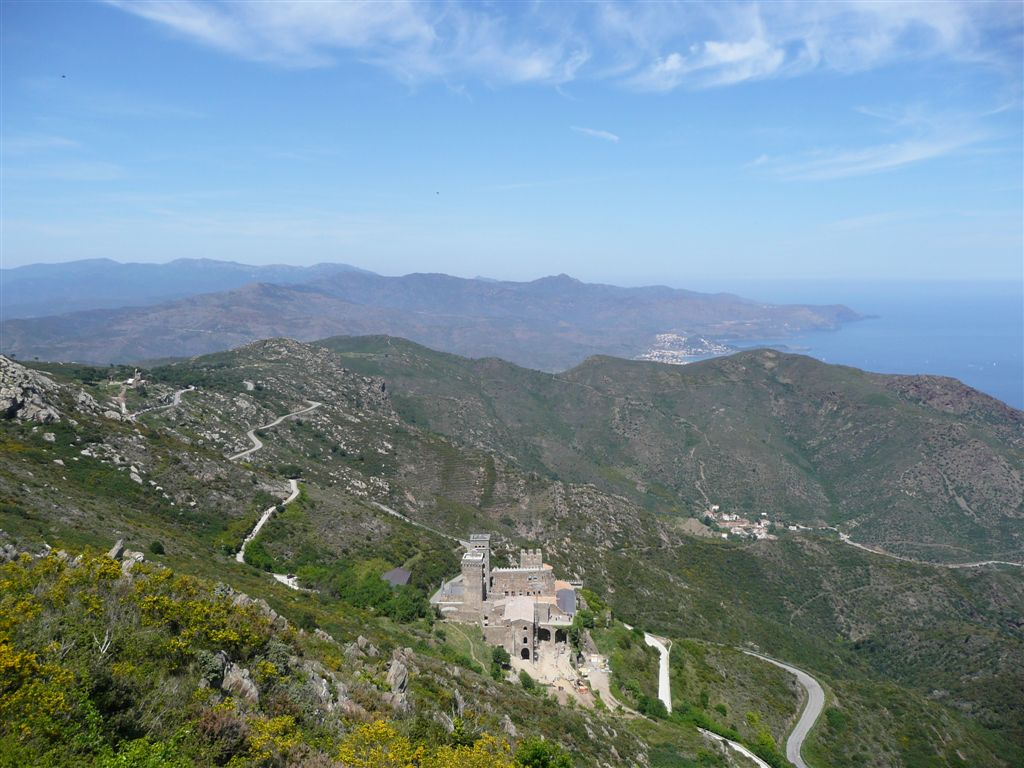
El Monestir de Sant Pere de Roda vist des del Castell de Verdera

A l'extrem oest hi ha les serres prepirinenques o garrotxes de l'Empordà, ja indicades, amb relleus abruptes. Hi predominen els boscos, sobretot d'alzines.
| Municipi                    | Habitants |
| --------------------------- | --------- |
| Agullana                    | 921       |
| Albanyà                     | 170       |
| Armentera, l'               | 1.063     |
| Avinyonet de Puigventós     | 1.684     |
| Bàscara                     | 1.053     |
| Biure                       | 240       |
| Boadella i les Escaules     | 262       |
| Borrassà                    | 795       |
| Cabanelles                  | 276       |
| Cabanes                     | 938       |
| Cadaqués                    | 2.916     |
| Campmany                    | 665       |
| Cantallops                  | 326       |
| Castelló d'Empúries         | 11.787    |
| Cistella                    | 301       |
| Colera                      | 477       |
| Darnius                     | 541       |
| Escala, l'                  | 10.676    |
| Espolla                     | 410       |
| Far d'Empordà, el           | 611       |
| Figueres                    | 47.841    |
| Fortià                      | 787       |
| Garriguella                 | 970       |
| Garrigàs                    | 469       |
| Jonquera, la                | 3.351     |
| Lladó                       | 848       |
| Llançà                      | 4.960     |
| Llers                       | 1.225     |
| Maçanet de Cabrenys         | 755       |
| Masarac                     | 301       |
| Mollet de Peralada          | 215       |
| Navata                      | 1.460     |
| Ordis                       | 393       |
| Palau de Santa Eulàlia      | 128       |
| Palau-saverdera             | 1.494     |
| Pau                         | 557       |
| Pedret i Marzà              | 181       |
| Peralada                    | 2.024     |
| Pont de Molins              | 558       |
| Pontós                      | 282       |
| Port de la Selva, el        | 1.044     |
| Portbou                     | 1.068     |
| Rabós                       | 219       |
| Riumors                     | 235       |
| Roses                       | 19.984    |
| Sant Climent Sescebes       | 674       |
| Sant Llorenç de la Muga     | 274       |
| Sant Miquel de Fluvià       | 834       |
| Sant Mori                   | 178       |
| Sant Pere Pescador          | 2.121     |
| Santa Llogaia d'Àlguema     | 396       |
| Saus, Camallera i Llampaies | 890       |
| Selva de Mar, la            | 221       |
| Siurana                     | 186       |
| Terrades                    | 347       |
| Torroella de Fluvià         | 769       |
| Vajol, la                   | 97        |
| Ventalló                    | 909       |
| Vilabertran                 | 994       |
| Viladamat                   | 485       |
| Vilafant                    | 5.624     |
| Vilajuïga                   | 1.161     |
| Vilamacolum                 | 379       |
| Vilamalla                   | 1.188     |
| Vilamaniscle                | 200       |
| Vilanant                    | 411       |
| Vila-sacra                  | 799       |
| Vilaür                      | 168       |
| Font: Idescat               |           |

A l'est de les garrotxes de l'Empordà hi ha uns relleus ondulants amb nombrosos turons poc elevats, que constitueixen els anomenats aspres i terraprims, a causa de la pobresa de les terres, poc favorables a l'agricultura. Hi ha boscos on dominen els pins i conreus de secà de vinya, oliveres i cereals. En els regadius hi ha sobretot conreus farratgers.
Entre els aspres i la costa hi ha la plana al·luvial, que és la plana per excel·lència, formada per l'acumulació dels materials arrossegats per les aigües de la Muga i el Fluvià. És un relleu molt pla, només interromput per alguns turons dels aspres que hi penetren en alguns indrets. Sobre les terres al·luvials s'han format sòls molt fèrtils, anomenats fondals. A més hi ha molta aigua subterrània a escassa fondària, la qual cosa permet regar amb l'aigua dels pous, a més de l'aigua desviada directament dels rius mitjançant canals. Predominen els conreus de farratges, sobretot d'alfals i blat de moro.
Amb el temps els rius Muga i Fluvià anaren fent créixer la plana en dipositar sediments al mar. Així s'ha anat formant la plana litoral, que és una franja d'uns quatre kilòmetres entre la plana al·luvial i el mar i entre les poblacions de l'Escala i Roses. La plana litoral s'ha format històricament, i els mapes antics mostren que la línia de costa del fons de la badia de Roses entrava més endins. Els mapes també mostren que els cursos dels rius han anat variant. Els llits i meandres abandonats restaren com estanys allargassats, anomenats llaunes. També es formaren estanys quan les barres de sorra litorals tancaven sectors de mar. La plana litoral naturalment seria una terra periòdicament inundable i plena d'estanys i aiguamolls.
Però molts d'aquests estanys i aiguamolls foren dessecats i transformats en terres de conreu i pastura o, en els darrers anys, en àrees turístiques i urbanitzacions. Com veurem més endavant l'interès ecològic i paisatgístic d'aquesta plana i el risc que comportava seguir la seva dessecació, ha forçat que es declarés reserva natural un sector d'aiguamolls que encara es manté, amb el nom de Parc Natural dels Aiguamolls de l'Empordà.

### Rius
Hi ha dos rius principals, la Muga i el Fluvià. La Muga és un riu ben empordanès, gairebé tota la seva conca pertany a l'Alt Empordà. És un riu curt, però força cabalós durant tot l'any, a causa de les pluges abundants que cauen en els vessants de la seva capçalera, però com a la plana es rega molt i l'estiu és sec, ha calgut regular l'aigua amb la construcció del pantà de Darnius. La Muga té uns afluents notables, com el Manol i el Llobregat d'Empordà.
El Fluvià travessa l'Alt Empordà després de recollir les aigües abundants que cauen a la veïna comarca de la Garrotxa. Però això, malgrat el seu recorregut curt i tenir una conca no gaire gran, també és força cabalós i permet regar part de la plana de l'Alt Empordà.
La Muga i el Fluvià desemboquen a la badia de Roses i els sediments que arrosseguen fins al mar van fent créixer la plana litoral. Els embassaments fan que cada vegada arribin menys materials al mar i que la plana litoral cada vegada créixer menys; les argiles i sorres queden atrapades al fons dels embassaments. Aquesta regulació del cabal i la canalització dels cursos fluvials fan que les inundacions siguin cada vegada més escasses.
Els altres cursos d'aigua de l'Alt Empordà són rieres i torrents que recullen l'aigua de la resta de la plana i de les muntanyes del Pirineu Axial. Els de la plana són cursos que en els darrers segles han canviat sovint de recorregut, en especial en el sector de la plana litoral. Actualment alguns es confonen amb recs i canals, o el seu curs coincideixen amb recs, com és el cas del rec del Molí o del rec Sirvent.

### Clima
El clima és mediterrani humit amb influència marina, amb diferències segons la situació topogràfica, en especial l'altitud.

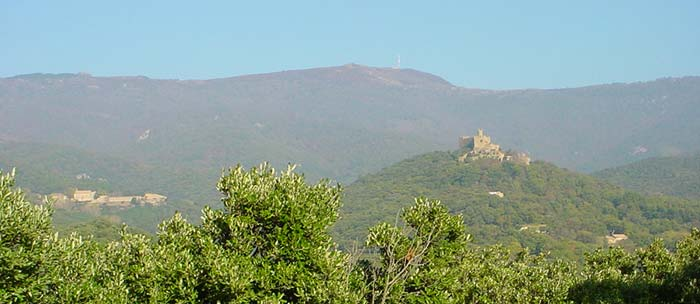
Castell de Requesens amb el Puig Neulós al fons

Les temperatures mitjanes giren al voltant dels 14-16 °C a gairebé tota la comarca amb màximes a les terres litorals. Als sectors enlairats de les serres pirinenques les temperatures són força més baixes.
Les precipitacions varien força del litoral a les muntanyes interiors. Prop la costa cau una mitjana anual entorn dels 600 mm. A mesura que ens endinsem cap a l'interior les precipitacions són més copioses. Als vessants muntanyosos de l'extrem occidental de la comarca cauen més de 1000 mm. de mitjana anual. L'estació més plujosa és normalment l'hivern, excepte la franja costanera, on l'estiu és molt sec. La tardor i primavera solen ser estacions plujoses i humides arreu. A la muntanya l'estiu és molt plujós.
És precisament l'estiu l'estació en què hi ha més contrast entre la plana i la muntanya. Mentre a la plana plou poc i fa molta calor, a l'Albera, a les Salines i al Puig de Bassegoda plou força i la boira cobreix sovint els seus cims.
Però a l'Empordà i molt especialment a l'Alt Empordà l'element més característic del clima és la tramuntana. La tramuntana és un vent sec i més aviat fred. Bufa amb molta intensitat i violència, sobretot els mesos de novembre a març. És un vent que prové del nord o nord-oest. Bufa fort pel sector oriental dels Pirineus i planes properes, com el Rosselló i l'Empordà. La tramuntana també afecta el nord de l'illa de Menorca. La tramuntana assoleix tal violència que dificulta les activitats normals dels homes. No és còmode caminar bufant la tramuntana. Fins és capaç de tombar vehicles i embarcacions, i trencar i arrencar arbres i teulades. Amb tramuntana forta és molt perillós navegar, i els pescadors esperen arrecerats a l'abric dels ports o d'una cala. Els pagesos protegeixen els conreus amb llargues i espesses fileres de xiprers que els fan de pantalla. El vent de garbí és el vent propi de l'estiu.

### Vegetació
La varietat del relleu i clima fa que a l'Alt Empordà creixi una gran diversitat de vegetació. De fet, com arreu de Catalunya, a les terres planes la vegetació natural ha estat substituïda per conreus, i només trobem extensions notables de boscos a les muntanyes pirinenques.
Es creu que la vegetació espontània dominant serien els alzinars i les suredes. Als indrets més enlairats, més humits i plujosos, es farien boscos caducifolis, com rouredes i fagedes. A la plana litoral i al fons de les planes al·luvials amb sòls fèrtils i humits s'establiria una vegetació de ribera amb verns i salzes.
Si féssim el perfil de la vegetació actual, el dibuix seria ben diferent de la de fa uns quants segles. Molts alzinars de la plana i terra baixa han estat substituïts per conreus, brolles, garrigues i màquies. El pi és l'arbre més abundant.
La sureda ocupa àmplies extensions en la muntanya mitjana i baixa, afavorida per l'home per a l'obtenció del suro. La devaluació del suro i els incendis forestals han fet que les suredes es mantinguin en mal estat. Grans extensions són actualment colonitzades per brolles, garrigues i màquies, periòdicament cremades. Aquests matollers són en bona part resultat de l'abandó de vinyes i oliverars en els darrers cent anys.
Als indrets més humits i frescals de la muntanya alta i mitjana, domini natural dels boscos caducifolis, els boscos s'han marginat força, a causa de la inclinació dels vessants. Al costat d'algunes rouredes hi ha plantacions de castanyers i sureres, amb sectors de màquies i brolles. Als vessants més humits hi ha restes de fageda amb àmplies extensions de landes i d'altres matollars. Les fagedes assoleixen grans extensions a les comarques veïnes del Rosselló i Vallespir, i de la Garrotxa.

### Economia

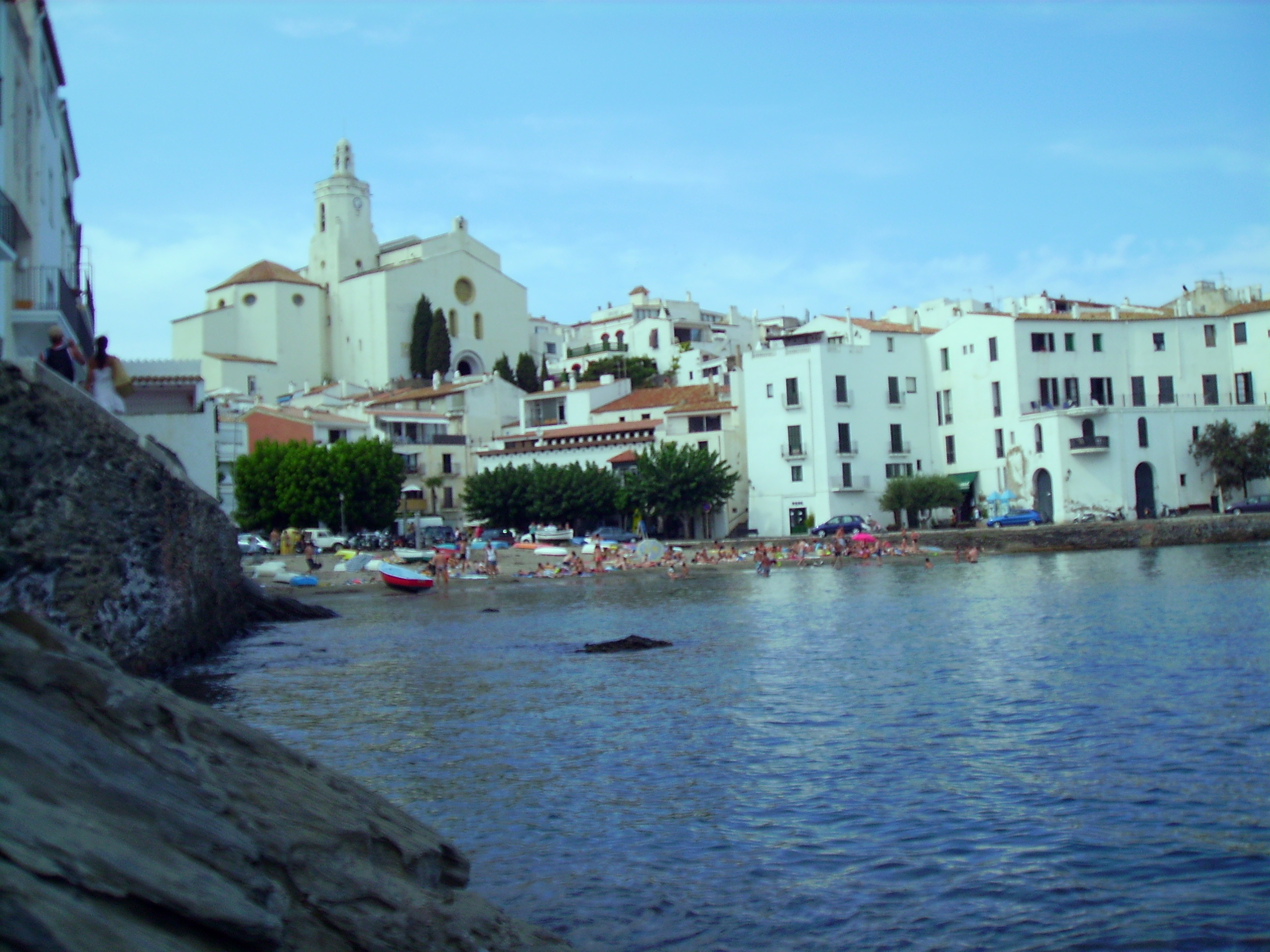
Cadaqués, Població emblemàtica de l'Alt Empordà

L'economia de la comarca ha estat durant tota la seva història de caràcter rural-tradicional amb conreus d'olivera i vinya, i als fondals conreus de blat, blat de moro i alfals, amb zones d'horticultura i arbres fruiters. La part més humida de la plana, prop dels aiguamolls hi ha una extensa zona de prats naturals o closes utilitzats per a la ramaderia. Pel que fa a la pesca no té un paper tan important com l'agricultura i la ramaderia, tot i que hi ha ports de gran importància com els de Roses, el Port de la Selva, Llançà i l'Escala.
Però avui en dia l'Alt Empordà és una comarca molt turística, sobretot per la Costa Brava, amb els seus racons de bellesa a les costes que fa que el turisme vingui a masses. La bellesa del paisatge, tot i que durant els últims anys ha estat demacrat per alguns incendis durant l'estiu, els seus nuclis arqueològics com els d'Empúries o Roses, els antics monestirs romànics com el conegut Monestir de Sant Pere de Roda, i també les poblacions de caràcter medieval com Peralada o Castelló d'Empúries. Cal esmentar el turisme artístic de Salvador Dalí, que ha aportat molts turistes a l'Alt Empordà fent esment de Figueres i a Cadaqués - Portlligat.

## Història

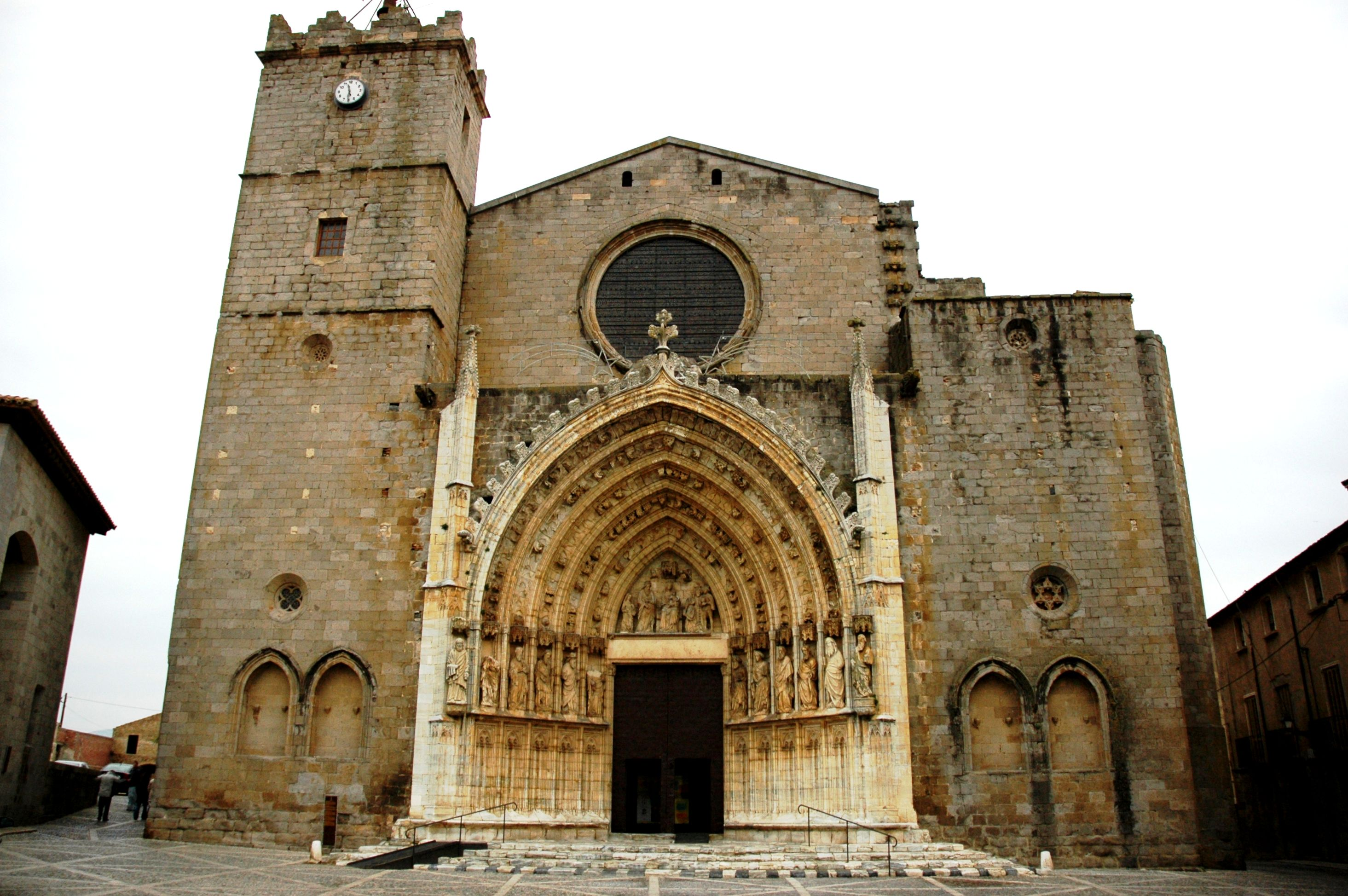
Façana principal de la Basílica de Santa Maria de Castelló d'Empúries

L'Empordà és una de les comarques amb més antiguitat històrica i d'importància de Catalunya. La seva història més rellevant començà quan els grecs entraren per les costes d'aquest territori i establiren la colònia grega d'Emporion, actualment coneguda com a Empúries, que fou la porta d'entrada de les civilitzacions hel·lènica i llatina a Catalunya. La comarca va mantenir la seva essència en una dinastia pròpia i una gran vitalitat fins al segle xiv.
L'Empordà ha estat font d'inspiració per a nombrosos artistes i escriptors, entre els quals, destaquen noms com els de Josep Pla, Salvador Dalí o Carles Fages de Climent, que des d'un localisme extrem han cercat projectar-se cap a la universalitat.

### Declaració d'independència
L'11 de desembre de 2012, l'Alt Empordà es declara Territori Català Lliure proclamant així la seva independència sobre l'estat espanyol.

## Llocs d'interès
- Costa Brava nord
- Monuments megalítics de l'Alt Empordà
- Empúries
- Parc Natural dels Aiguamolls de l'Empordà
- Parc Natural del Cap de Creus
- Parc Natural del Montgrí, les Illes Medes i el Baix Ter
- Paratge Natural d'Interès Nacional de l'Albera
- Monestir de Sant Pere de Roda
- Santa Maria de Vilabertran
- Teatre-Museu Dalí
- Basílica de Santa Maria de Castelló d'Empúries
- Sant Tomàs de Fluvià
- Castell de Sant Ferran
- Castell de Peralada
- Museu Nacional del Joguet de Catalunya
- Ecomuseu-Farinera de Castelló d'Empúries
- Ciutadella de Roses
- Sant Llorenç de la Muga

## Alt-empordanesos il·lustres
Categoria principal: Altempordanesos
- Ermenguer d'Empúries (813-817)
- Gausfred I d'Empúries (931-991)
- Hug III d'Empúries (1154-1173)
- Hug IV d'Empúries (1170-1230)
- Ramon Muntaner (Peralada, 1265 – Eivissa, 1336)
- Sibil·la de Fortià (Fortià?, c. 1350 - Barcelona, 1406)
- Joan II d'Empúries (1398-1401)
- Pere III d'Empúries (1401)
- Bernat Hug de Rocabertí (Maçanet de Cabrenys, c.1415 - Montsó, 1485)
- Beat Maurici Proeta (Castelló d'Empúries, començament del s. XVI - Mallorca, 1544)
- Abdon Terradas i Paulí (Figueres, 1812 - Medina Sidonia, Andalusia, 1856)
- Narcís Fages i de Romà (Figueres, 1813 - Figueres, 1884)
- Narcís Monturiol i Estarriol (Figueres, 1819 - Sant Martí de Provençals, 1885)
- Bonaventura Frigola i Frigola (Castelló d'Empúries, 1829 – Barcelona, 1901)
- Josep Rubau Donadeu i Corcellés (Figueres, 1841 - Madrid, 1916)
- Antoni Agramont i Quintana (Castelló d'Empúries, 1851 - 1906)
- Frederic Rahola i Trèmols (Cadaqués, 1858 - 1919)
- Caterina Albert i Paradís (L'Escala, 1869 - L'Escala, 1966)
- Carles Rahola i Llorens (Cadaqués, 1881 – Girona, 1939)
- Josep Blanch i Reynalt (Castelló d'Empúries, 1888 - 1954)
- Frederic Marès i Deulovol (Portbou, 1893 - Barcelona, 1991)
- Martí Vilanova i Purcallas (Figueres, 1896 - Aulnay-sous-Bois, França, 1930)
- Jaume Compte i Canelles (Castelló d'Empúries, 1897 - Barcelona, 1934)
- Matilde Gironella Escuder (nom de ploma, Ilde Gir) (Figueres, 1899 - Barcelona, 1979)
- Carles Fages de Climent (Figueres, 1902 - Figueres, 1968)
- Alexandre Deulofeu i Torres (L'Armentera, 1903 - Figueres, 1978)
- Salvador Dalí i Domènech (Figueres, 1904 – Figueres, 1989)
- Jaume Miravitlles i Navarra (Figueres, 1906 - Barcelona, 1988)
- Maria dels Àngels Vayreda i Trullol (Lladó, 1910 - Figueres, 1977)
- Joan Reglà i Campistol (Bàscara, 1917 - Sant Cugat del Vallès, 1973)
- Josep Pallach i Carolà (Figueres, 1920 - L'Hospitalet de Llobregat, 1977)
- Fabià Estapé i Rodríguez (Portbou, 1923 - Lleó, 2012)
- Joan Alsina i Hurtós (Castelló d'Empúries, 1942 – Santiago de Xile, 1973)

## Demografia
| 1497 f | 1515 f | 1553 f | 1717   | 1787   | 1857   | 1877   | 1887   | 1900   | 1910   |
| ------ | ------ | ------ | ------ | ------ | ------ | ------ | ------ | ------ | ------ |
| 2.837  | 1.232  | 3.114  | 19.869 | 43.747 | 74.231 | 75.213 | 72.549 | 66.810 | 70.509 |

| 1920   | 1930   | 1940   | 1950   | 1960   | 1970   | 1981   | 1990   | 1992   | 1994   |
| ------ | ------ | ------ | ------ | ------ | ------ | ------ | ------ | ------ | ------ |
| 70.269 | 66.464 | 63.892 | 63.643 | 63.725 | 72.111 | 81.852 | 92.890 | 91.329 | 91.329 |

| 1996   | 1998   | 2000    | 2002    | 2004    | 2006    | 2008    | 2010    | 2012    | 2014    |
| ------ | ------ | ------- | ------- | ------- | ------- | ------- | ------- | ------- | ------- |
| 93.172 | 95.871 | 101.028 | 106.840 | 112.439 | 123.983 | 135.413 | 140.262 | 141.517 | 140.214 |

| 2016    | 2018    | 2020 | 2022 | 2024    | 2026 | 2028 | 2030 | 2032 | 2034 |
| ------- | ------- | ---- | ---- | ------- | ---- | ---- | ---- | ---- | ---- |
| 140.118 | 140.569 | -    | -    | 148.856 | -    | -    | -    | -    | -    |

## Política
| Període     | Nom del President                                                      | Partit polític |
| ----------- | ---------------------------------------------------------------------- | -------------- |
| 1987 - 1991 | -                                                                      | CiU            |
| 1991 - 1995 | -                                                                      | CiU            |
| 1995 - 1999 | Martí Palahí i Badruna                                                 | CiU            |
| 1999 - 2003 | Jordi Cabezas i Llobet                                                 | CiU            |
| 2003 - 2007 | Jordi Cabezas i Llobet                                                 | CiU            |
| 2007 - 2011 | Pere Vila i Fulcarà (2007-2009) / Consol Cantenys i Arbolí (2009-2011) | CiU / PSC      |
| Des de 2011 | Xavier M. Sanllehí i Brunet                                            | CiU            |

| Candidatura | Candidatura                                                                                  | Cap de llista                  | Vots   | Regidors | % vots |
| ----------- | -------------------------------------------------------------------------------------------- | ------------------------------ | ------ | -------- | ------ |
|             | Convergència i Unió                                                                          | Xavier M. Sanllehí i Brunet    | 21.949 | 18       | 43,14% |
|             | Partit dels Socialistes de Catalunya - Progrés Municipal                                     | Magdalena Casamitjana i Aguilà | 10.295 | 7        | 20,24% |
|             | Esquerra Republicana de Catalunya - Acord Municipal                                          | Anna Massot i Font             | 6.521  | 5        | 12,82% |
|             | Partit Popular                                                                               | Diego Borrego i Torres         | 3.831  | 2        | 7,53%  |
|             | Iniciativa per Catalunya Verds - Esquerra Unida i Alternativa - Entesa pel Progrés Municipal | Montserrat Escutia i Acedo     | 2.125  | 1        | 4,18%  |
|             | Altres                                                                                       |                                | 4.331  | -        | 8,88%  |
|             | Vots en blanc                                                                                |                                | 1.825  | -        | 2,35%  |
|             | Vots nuls                                                                                    |                                | 1.002  | -        | 0,86%  |
| Total       | Total                                                                                        | 51.879                         | 51.879 | 33       | 100%   |

Actualment està presidit per Xavier M. Sanllehí i Brunet, alcalde de Castelló d'Empúries, de Convergència i Unió. L'acompanyen en el govern comarcal els vicepresidents Joaquim Felip i Gayolà (Convergència i Unió), Monserrat Mindán i Cortada (Convergència i Unió) i José Luís Yécora i Romero (Convergència i Unió).